# Akhisar
Akhisar ("Wit Kasteel") is een West-Turkse stad in de provincie Manisa, gelegen in het gelijknamige district Akhisar. De stad telde 81.510 inwoners bij de volkstelling van 2000 (in 1990: 73.944 inwoners) en het district telt 157.161 inwoners (2007). Het district heeft een oppervlakte van 1.706,98 km². In de oudheid werd de stad Thyatira genoemd.

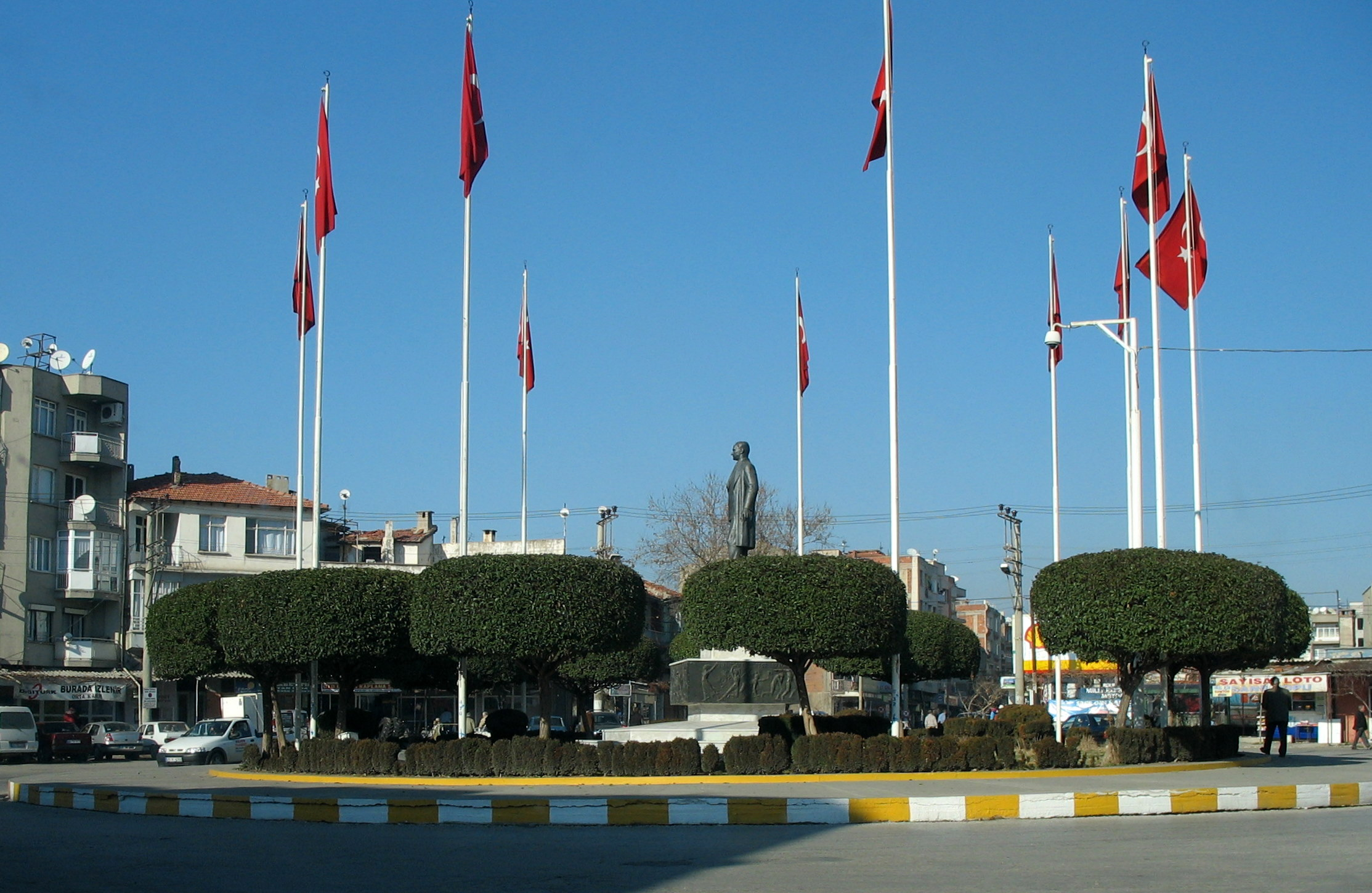
Het centrum van Akhisar

De stad Akhisar vormt nu een regionaal handelscentrum dat met name gericht is op de uitvoer van tabak uit haar achterland, de vruchtbare Vlakte van Akhisar, waar ongeveer 10% van de Turkse tabak wordt geproduceerd. Daarnaast voert de stad olijven en olijfolie uit.

## Geschiedenis
De oudst gevonden resten van bewoning op de plek van de stad gaan terug tot 3.000 v.Chr. Akhisar vormde in de oudheid en de middeleeuwen en bijna 6 eeuwen van Ottomaans bestuur een belangrijk handelscentrum als gevolg van zijn locatie aan het kruispunt van een aantal belangrijke handelsroutes. Opgravingen wijzen erop dat de stad mogelijk reeds handel dreef ten tijde van de Hettieten. Het was een van de steden waar geld het eerst in omloop kwam. Het vormde het belangrijkste handelscentrum van Noord-Lydië. Later werd de stad achtereenvolgens veroverd door de hellenistische Seleuciden, de Pergamonse Attaliden, de Pontische koning Mithridates VI en in 80 v.Chr. de Romeinen. In 214 verleende de Romeinse keizer Caracalla de stad de status van regionaal en bestuurlijk centrum met het recht om recht (conventus) te spreken. De stad bloeide sterk op onder Romeinse heerschappij en groeide uit tot een grote metropool met 3 gymnasiums. In de 2e eeuw werd het christendom als gevolg van het werk van apostelen als Johannes en Paulus verspreid over westelijk Anatolië. De stad Thyatira wordt ook tweemaal genoemd in het Nieuwe Testament: Het Bijbelboek Handelingen vermeldt (16:14) de zakenvrouw Lydia uit Thyatira, die door de apostel Paulus tot Christus wordt bekeerd in de Macedonische stad Filippi. Het Bijbelboek Openbaringen vermeldt (2:18-29) de stad als een van de Zeven kerkgemeenten van Azië, met de vermaning dat een vrouw genaamd "Izebel" zich profetes noemde in haar kerk en daarmee een aantal christenen verleidde tot 'ontucht' en het eten van offervlees gewijd aan afgoden.
Na de deling van het Romeinse Rijk in 395 en de opkomst van de islam begin 7e eeuw, verloor het oostelijke Byzantijnse Rijk als gevolg van aanvallen door Arabieren grote gebieden en vonden er vele Byzantijns-Arabische veldslagen plaats in het gebied rond de stad. In de 11e eeuw trokken veel Turkse stammen naar de regio. Sindsdien vormde Akhisar gedurende twee eeuwen een speelbal tussen Turkse en Byzantijnse heersers, alvorens beylik Saruhan in de 14e eeuw alle westelijk Anatolische gebieden wist te veroveren, waarbij Akhisar in 1307 onder Turkse heerschappij kwam. Aan het einde van de 14e eeuw werd de stad veroverd door het uitdijende Ottomaanse Rijk. Onder Ottomaanse heerschappij vormde Akhisar aanvankelijk een onderdistrict (kaza) in de sandjak (district) Saruhan (overeenkomend met de huidige provincie Manisa) binnen de vilajet (provincie) Kütahya. De sandjak werd later ondergebracht bij de vilajet Aydın, waar ze bleef tot het einde van het Ottomaanse Rijk in 1922.

## Inwoners district
De bevolkingsontwikkeling van het district is weergegeven in onderstaande tabel.
| 1997    | 2000    | 2007    |
| ------- | ------- | ------- |
| 152.693 | 152.582 | 157.161 |

## Sport
Akhisar Belediyespor is de betaaldvoetbalclub van de stad en speelt haar wedstrijden in het Manisa 19 Mayısstadion in Manisa.

## Geboren
- Oğuz Sabankay (1987), voetballer